# نواة العصب الإضافي الشوكية
تقعُ نواة العصب الإضافي الشوكية ضمن النخاع الشوكي العنقي (C1-C5) في الجزء الوحشي الخلفي للقرن الأمامي. يُذكر أنَّ النواة الملتبسة تزود العصب الإضافي بأليافه القحفية. مع ذلك، فإن وجود هذا الجزء القحفي لا زال موضع بحث، حيثُ يُعتبر مساهمًا في العصب المبهم. يُستخدم هذا المُصطلح في الوصف التشريحي البشري، والوصف التشريحي للحيوانات.

## صور إضافية

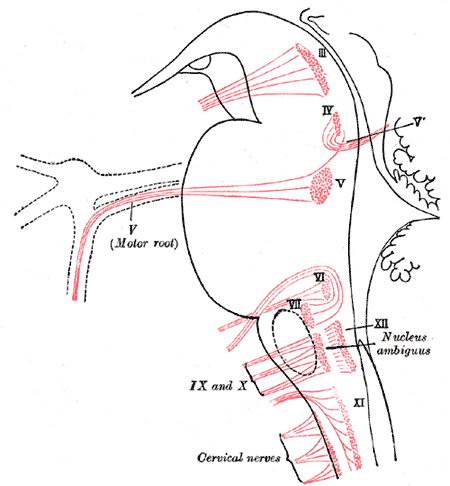
مخططٌ تمثيلي جانبي لأنوية الأعصاب القحفية الحركية.
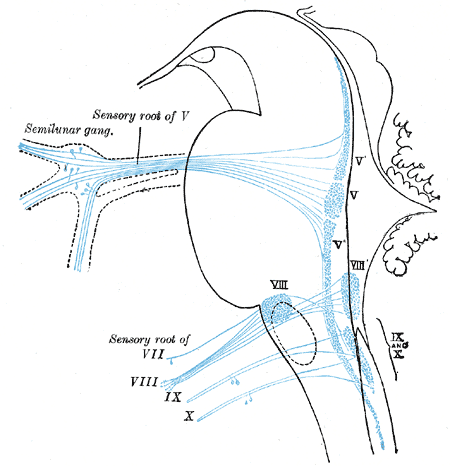
مخططٌ تمثيلي جانبي للأنوية الأساسية النهائية للأعصاب القحفية الحسية.